# Paulo de Almeida (calciatore)
Paulo de Almeida, meglio noto come Paulinho (Campos dos Goytacazes, 15 settembre 1933 – 8 novembre 2013), è stato un calciatore brasiliano, di ruolo attaccante.